# دی‌ان‌کیوایکس
دی‌ان‌کیوایکس (به انگلیسی: DNQX) یک ترکیب شیمیایی با شناسه پاب‌کم ۳۱۴۰ است. 